# Fencolenamina
Se le denomina en química fencolenamina a un cuerpo que se obtuvo tratando una disolución de fenconitrilo en alcohol absoluto por sodio, que se presenta líquido, incoloro, muy móvil y dotado de olor muy desagradable, y como derivado de la fencona, puede como ésta existir bajo las modificaciones isómericas caracterizables por su acción sobre el plano de polarización de la luz: 
- La fencolenamina activa hierve  a temperaturas comprendidas entre 110 °C y 115 °C (presiones entre 22 y 24 mm)
- La fencolenamina inactiva destila a 106 °C bajo la presión de 24 mm.

## Fórmula de composición
Se le dio la siguiente fórmula de composición: C9H15CH2NH2.

## Bases no saturadas
La fencolenamina activa como la inactiva funcionan como bases no saturadas:
- Haciendo pasar una corriente de ácido clorhídrico seco por una disolución etérea o metilalcohólica de fencolenamina se formó un depósito cristalino formado por un diclorhidrato C10H17HCl.NH2.HCl.
- Tratado lo anterior por agua, pierde una molécula de ácido clorhídrico, transformado en monoclorhidrato que con el cloruro de platino da un cloroplatinato de fórmula (C10H19NHCl)2PtCl4.

## Base oxigenada
La cantidad de fencolenamina obtenida por el proceso citado no pasaron nunca de un 76 a 78% de la cantidad deducida por la teoría, pero en cambio se obtuvo al mismo tiempo una base oxigenada C10H21O no prevista por la teoría.

## Combinaciones salinas
Entre las combinaciones salinas que la fencolenamina da lugar combinándose con los ácidos, son dignas de mención el nitrato, sulfato y oxalato.

## Derivado acético
Calentando una disolución etérea de fencolenamina con ligero exceso de anhídrido acético, se obtuvo el derivado acético correspondiente C10H17NHC2H5O:
- Líquido oleaginoso
- Espeso
- Destilable a 180 °C
- Resiste bajas temperaturas sin solidificarse

## Fencolenofeniltiourea
Se obtuvo un cuerpo denominado fencolenofeniltiourea reaccionando la fencolenamina con el isosulfocianato de fenilo, cristalizado en agujas blancas de aspecto sedoso, solubles en álcalis, ét, bencina y éter acético, insolubles en la ligroína, funde a 57º.

## Jenckel
Ludolf Jenckel indicó que reduciendo el fenconitrilo disuelto en alcohol amílico por el sodio, los resultados son distintos a los que se obtienen efectuando la reducción en el seno del alcohol absoluto; alguna obra de Jenckel: Ueber Basen der Fenchonreihe,.., Göttingen, 1892.

## Fencona
- Isómero del alcanfor descubierto por Landolph que puede existir bajos las modificaciones dextrogira, levógira y racémica (síntesis total Leopold Ružička):
  - Landolph para obtener fencona dextrogira calentó el anetol extraído de la esencia del anís con 6 veces su peso de ácido nítrico de 13º Beaumé.
  - E. Gildemeister lo obtuvo en la extracción por destilación fraccionada de la fencona contenida en el hinojo (alguna obra: The volatile oils, 1900).
  - Hartmann recomendó una manera de operar para obtener fencona; su manual operatorio fue variado por Otto Wallach, el cual aconsejó efectuar la destilación del producto destilando entre 190 y 195º por medio del ácido nítrico concentrado:
    - Método más largo
    - Se obtuvieron mejores resultados

  - Del mismo Wallach, lo siguiente:
    - Recomendó un medio para obtener la fencona levógira descubierta por él en la esencia de la Thuja occidentalis
    - Propuso una fórmula para la fencona que contiene un núcleo pentagonal y otro formado por cuatro átomos de carbono, que puso de manifiesto, lo siguiente:
      - La resistencia que ofrece la fencona al ácido nítrico, ya que los núcleos hexagonales hidrogenados son más fácilmente atacados por ese ácido y el bromo que los núcleos pentagonales
      - Explica la formación del ácido dimetilmalónico bajo la influencia de la acción oxidante del permanganato potásico.

  - Ferdinand Tiemann indicó que la fencona contiene dos núcleos pentametilénicos.
  - Apollinaire Bouchardat y Tardy le dieron un poder rotatorio molecular al alcohol fencólico.
- Reduciendo la fencona disuelta en alcohol por medio del sodio se transforma en un alcohol de fórmula C10H18O, isomero del borneol.

### Fenconoxima
La fencona da una oxima, fenconoxima, resultante de la combinación de la fencona con la hidroxilamina:
- Reduciendo la fenconoxima en disolución alcalina por medio del sodio se transforma en fenquilamina isomera de la bornilamina
- Calentando en ácido sulfúrico diluido pierde una molécula de agua y se transforma en una anhídrido de la fenconoxima
- Reducido en disolución alcohólica por el sodio se transforma en fencolenamina, base no saturada isomera con la fenquilamina, bornilamina y canfilamina.
- Por la acción del nitrito sódico sobre la fenconoxima en presencia del ácido clorhídrico se forma la pernitrosofencona y ésta tratada por una disolución alcohólica de amoníaco sufre una transformación isomera y se transforma en isopernitrosofencona.
- La reducción efectuada con el ácido yodhídrico en presencia del fósforo rojo convierte a la fencona en tetrahidrofenqueno C10H20.

### Fenquilamina
Calentando fencona con formiato amónico origina una base C10H17NH2, isómero de la borniolamina, denominada fenquilamina, también amina resultante de la unión del fenquenol con el amoniaco, separándose una molécula de agua:
- El fenquenol es un cuerpo químico que se le dio la fórmula empírica C10H18O, originado por la acción del ácido sulfúrico diluido y caliente sobre el alcohol isofencolénico, es líquido, no se combina con la hidroxilamina
- Se parece al cincol por su olor y su propiedad de combinarse con los hidrácidos
- La fenquilamina puede existir bajo las modificaciones dextrogiro, levógira y racémica
- También puede obtenerse la fenquilamina a partir de la fenconoxima
- Algunos derivados, los siguientes:
  - Nitrito de fenquilamina
  - Nitrosometilfenquilamina
  - Dimetilfenquilamina
  - Bencilfenquilamina
  - Nitrosobencilfenquilamina
  - Formilfenquilamina
  - Otros